# Vivien Merchant
Vivien Merchant (22 de julio de 1929 - 3 de octubre de 1982) fue una actriz inglesa. 

## Resumen biográfico
Su verdadero nombre era Ada Thompson, y nació en Mánchester, Inglaterra. Trabajó en diversas producciones teatrales y cinematográficas, entre ellas Alfie (1966) y Frenesí (1972). Su actuación en Alfie le valió nominaciones para el Óscar a la mejor actriz de reparto y para el Globo de Oro en la misma categoría, así como un premio BAFTA y un premio de la National Board of Review of Motion Pictures.
Merchant fue la primera esposa del dramaturgo Harold Pinter, a quien ella había conocido siendo él actor de teatro de repertorio, y con el que se casó en 1956. Tuvieron un hijo, Daniel, nacido en 1958. Habiendo interpretado el papel de Rose en una producción de la primera obra de Pinter, The Room (1957), en el Teatro Hampstead en 1960, ella actuó en muchos de los siguientes trabajos de su marido, incluyendo The Lover (1963) y su papel como Ruth en la obra The Homecoming (1964), representada en 1965 y pasada al cine en 1973 con el mismo título. La última obra de Pinter en la que trabajó Merchant fue Old Times (1971), interpretando a Anna.
Su matrimonio empezó a derrumbarse a mediados de la década de 1960. Entre 1962 y 1969, Harold Pinter tuvo una relación clandestina con Joan Bakewell, sobre la cual informa la pieza de Pinter Betrayal, así como su adaptación cinematográfica, también titulada Betrayal (1983).
En 1975 Pinter empezó otra relación, en este caso con la historiadora Lady Antonia Fraser, mujer de Sir Hugh Fraser. Aunque al principio Merchant no se vio muy afectada por dicha relación, con el paso del tiempo el matrimonio se resintió y la convivencia se hizo imposible. Pinter se fue, y Merchant solicitó el divorcio, concediendo entrevistas a tabloides en las que expresaba su disgusto. Los Fraser acabaron divorciándose en 1977 y los Pinter en 1980, año en el que el escritor se casó con Antonia Fraser.
Vivien Merchant nunca superó la pena y amargura de perder a su marido, y falleció a los 53 años de edad en Londres, Inglaterra, el 3 de octubre de 1982, a causa de su alcoholismo.

## Premios y distinciones
Premios Óscar
| Año  | Categoría               | Película | Resultado |
| ---- | ----------------------- | -------- | --------- |
| 1967 | Mejor actriz de reparto | Alfie    | Nominada  |